# بریژلسر اورنر
بریژلسر اورنر (به لاتین: Brigelser Hörner) یک کوه در سوئیس است که در کانتون گراوبوندن واقع شده‌است. بریژلسر اورنر ۳٬۲۵۱ متر بالاتر از سطح دریا واقع شده‌است.